# Atrophaneura atropos
Atrophaneura atropos је врста инсекта из реда лептира (лат. Lepidoptera) и породице једрилаца (лат. Papilionidae). 

## Распрострањење
Ареал врсте је ограничен на једну државу. Филипини су једино познато природно станиште врсте.

## Угроженост
Ова врста се сматра рањивом у погледу угрожености врсте од изумирања.